# Odznaka Honorowa za Zasługi dla Związku Sybiraków
Odznaka Honorowa za Zasługi dla Związku Sybiraków – polskie odznaczenia niepaństwowe, ustanowione w 2011 r. przez Związek Sybiraków dla uhonorowania osób, które ofiarnie i z zaangażowaniem pełniły funkcje z wyboru w organach związku oraz osób, które nadzwyczajnie przyczyniły się do wykonywania statutowych celów związku.

## Opis
Odznaka Honorowa za Zasługi dla Związku Sybiraków ma dwa stopnie:
- I stopień – Złota Odznaka Honorowa za Zasługi dla Związku Sybiraków
- II stopień – Srebrna Odznaka Honorowa za Zasługi dla Związku Sybiraków

Odznaka wpisana jest w koło o średnicy 25 mm, przedstawia orła siedzącego na wielobocznej tarczy z monogramem z liter „ZS” (Związek Sybiraków) trzymającego w szponach skrzyżowane za tarczą miecze i zerwane kajdany. Całość otacza wieniec wawrzynowy otwarty górą, a u dołu związany kokardą. Wieniec i wiązanie kokardy ażurowe, pole tarczy emaliowane na zielono. Odznaka jest srebrzona i patynowana, stopień I wyróżnia złocony wieniec.

## Zasady nadawania
Odznaka nadawana jest przez Prezesa Zarządu Głównego Związku Sybiraków po pozytywnym rozpatrzeniu wniosku przez Konwent Odznaki. Jedna osoba może otrzymać dwukrotnie odznakę I stopnia i dwukrotnie odznakę II stopnia.
Odznaki są nadawane:
- członkom Związku, którzy przez co najmniej dwie kadencje pełnili funkcje z wyboru w naczelnych organach związku – Zarządzie Głównym, Głównej Komisji Rewizyjnej, Głównym Sądzie Koleżeńskim
- członkom Honorowym Związku
- członkom Konwentu Odznaki
- członkom Związku oraz osobom niebędącym członkami Związku, którzy w szczególnym stopniu przyczynili się do funkcjonowania Związku i jego wizerunku w skali kraju
- osobom niebędącym rezydentami w kraju, którzy zasłużyli się we wspieraniu Związku Sybiraków i jego działalności

## Odznaczeni
Odznaczenie otrzymali m.in.:
- Anna Maria Anders – polityk i działaczka polonijna, córka generała Andersa
- Mieczysław Baszko – marszałek województwa podlaskiego (2014–2015)
- Dariusz Bożek – prezydent Tarnobrzega (od 2018)
- Radosław Gruk – Konsul generalny RP w Ałmaty (2017–2019)
- Stefan Krajewski – poseł na Sejm IX kadencji
- Wiktor Stasiak – senator (1991–1993), wojewoda tarnobrzeski (1997–1998)
- Jacek Sutryk – prezydent Wroclawia